# وزارة التربية والتعليم (الإمارات)
وزارة التربية والتعليم هي وزارة إتحادية في دولة الإمارات العربية المتحدة مسؤولة عن تنظيم وتطوير نظام التعليم في الإمارات العربية المتحدة. تأسست عام 1971 بعد تأسيس دولة الإمارات العربية المتحدة مباشرة.
تشرف وزارة التربية والتعليم على جميع مراحل التعليم في الدولة ويشمل ذلك المدارس، والكليات، ويقع التعليم العالي أيضاً ضمن مجال إشرافها وذلك منذ عام 2016. يشمل نظام التعليم في الدولة كل من القطاعين الحكومي والخاص. وتمول الحكومة التعليم العام بالكامل، وهو مجاني للمواطنين في جميع مراحله.
وقد تم دمج وزارة التعليم العالي والبحث العلمي مع وزارة التربية والتعليم في التعديل الوزاري الذي جرى في 19 ديسمبر 2016.

## الرسالة
تطوير بيئة تنظيمية تشريعية مبتكرة ومرنة باستخدام أحدث الأدوات والتقنيات  وتصميم خدمات تعليمية  بما يضمن توفير فرص التعلم مدى الحياة وتحسين مخرجات التعليم في الدولة

## أهداف الوزارة
تهدف وزارة التربية والتعليم في دولة الإمارات العربية المتحدة إلى تحقيق مايلي:
- تحقيق التوافق بين مخرجات العملية التعليمية ومتطلبات المستقبل ، بالإضافة لتعزيز كفاءة المؤسسات التعليمية وكوادرها.
- تعزيز مخرجات البحث العلمي الأكاديمي والابتكار بما يتماشى مع المعايير العالمية التنافسية.
- توعية الطلبة وارشادهم وتمكينهم وتعزيز قيم المواطنة الايجابية لديهم.
- الاستفادة من التكنولوجيا المتقدمة لرفع سوية مخرجات التعليم.
- تنظيم القطاع التعليمي في دولة الإمارات وتعزيز الحوكمة المؤسساتية في القطاع
- تحيق بيئة تعليمية مستدامة، آمنة، داعمة، محفزة للتعلم.
- جذب أفضل المواهب البشرية الكفؤة وتقديم الخدمات المؤسسية الفعالة.
- الالتزام بالمرونة والجاهزية والاستباقية لتعزيز الابتكار ضمن منظومة العمل

## قائمة الوزراء
| #  | شاغل المنصب                     | بداية المنصب   | نهاية المنصب   | رئيس مجلس الوزراء      |
| -- | ------------------------------- | -------------- | -------------- | ---------------------- |
| 1  | سلطان بن محمد القاسمي           | 9 ديسمبر 1971  | 23 ديسمبر 1973 | مكتوم بن راشد آل مكتوم |
| 2  | عبد الله عمران تريم             | 23 ديسمبر 1973 | 1 يوليو 1979   | مكتوم بن راشد آل مكتوم |
| 3  | سعيد عبد الله سلمان             | 1 يوليو 1979   | 1نوفمبر 1983   | راشد بن سعيد آل مكتوم  |
| 4  | فرج فاضل المزروعي (تعديل وزاري) | 1نوفمبر 1983   | 20 نوفمبر 1990 | راشد بن سعيد آل مكتوم  |
| 5  | حمد عبد الرحمن المدفع           | 20 نوفمبر 1990 | 24 مارس 1997   | مكتوم بن راشد آل مكتوم |
| 6  | علي عبد العزيز الشرهان          | 24 مارس 1997   | 10 فبراير 2006 | مكتوم بن راشد آل مكتوم |
| 7  | حنيف حسن علي                    | 10 فبراير 2006 | 11 مايو 2009   | محمد بن راشد آل مكتوم  |
| 8  | حميد محمد عبيد القطامي          | 11 مايو 2009   | 4 يوليو 2014   | محمد بن راشد آل مكتوم  |
| 9  | حسين إبراهيم الحمادي            | 4 يوليو 2014   | 22 مايو 2020   | محمد بن راشد آل مكتوم  |
| 10 | أحمد بالهول الفلاسي             | 22 مايو 2020   | 14 يوليو 2024  | محمد بن راشد آل مكتوم  |
| 11 | سارة بنت يوسف الأميري           | 14 يوليو 2024  | شاغل المنصب    | محمد بن راشد آل مكتوم  |

## وصلات خارجية
- الموقع الرسمي لوزارة التربية والتعليم الإماراتية